# Unión Bíblica
La Unión Bíblica (en inglés: Scripture Union) es un movimiento cristiano interdenominacional sin ánimo de lucro que trabaja en más de 130 países con dos objetivos, promover la lectura sistemática de la Biblia y difundir el mensaje de Jesucristo entre niños, jóvenes y familias. 

## Historia
La Unión Bíblica se fundó en 1867 en Londres en Inglaterra, bajo el nombre de "Misión especial al servicio de los niños" (en inglés: Children's Special Service Mission) por Josiah Spires. Siendo una organización interdenominacional la Unión Bíblica no pertenece a ninguna iglesia, pero trabaja junto con varias distintas iglesias. El lema de la Unión Bíblica es "Tu palabra es una lámpara a mis pies; es una luz en mi sendero." (Salmos 119:105). El logotipo de la Unión Bíblica es una pequeña lámpara que representa este versículo. En 1879, se estableció un programa de campamento para niños. En 2017, la liga está presente en 120 países.

## Programas
Se realiza el primer objetivo por ejemplo por publicaciones, especialmente por libros y folletos con planes de lectura bíblica. El segundo objetivo se realiza entre otras cosas por campamentos para niños y jóvenes o por seminarios sobre Educación Cristiana y cursillos de formación para quienes trabajan o quieren trabajar con niños y adolescentes.